# NGC 652
NGC 652 је спирална галаксија у сазвежђу Рибе која се налази на NGC листи објеката дубоког неба.
Деклинација објекта је + 7° 59' 0" а ректасцензија 1h 40m 43,2s. Привидна величина (магнитуда) објекта NGC 652 износи 13,8 а фотографска магнитуда 14,7. NGC 652 је још познат и под ознакама UGC 1184, MCG 1-5-17, CGCG 412-14, NPM1G +07.0048, IRAS 01380+0743, PGC 6208.